# Кобяков, Дмитрий Аркадьевич
Дмитрий Аркадьевич Кобяков (1841—1892, Тифлис) — русский историк, археограф, председатель Кавказской археографической комиссии (с 1886).

## Биография
Постоянный член Кавказской археографической комиссии с 1884 года. Д. А. Кобяков принимал активное участие в кавказской печати и разделял труд А. П. Берже по изданию «Актов, собранных кавказской Археографические комиссии археографической комиссией» (Тифлис, 1866—1904). После смерти Берже, 11-й и 12-й тома этого издания вышли под редакцией Кобякова.
Д. А. Кобяков — один из организаторов архивного дела в Кавказском крае. Автор публикаций по географии, статистике и истории Кавказа.

## Труды
- Указатель географического, статистического, исторического и этнографического материала в «Ставропольских губернских ведомостях». 1-е десятилетие (1850—1859 г.)/ Под ред. Д. А. Кобякова. — Тифлис: Изд. Кавказского статистического комитета, 1879. — 374 с.
- Климат города Тифлиса за 18 лет (1861—1878 гг.) по наблюдениям Тифлисской метеорологической обсерватории/ Сост. Д. А. Кобяковым. — Тифлис: Тип. А. А. Михельсона, 1880. — 13 с.
- [Кобяков Д. А.] Краткий исторический очерк города Тифлиса с двумя видами Тифлиса: по Шардену (1670 г.) и Турнефору (1701 г.) и копиею с плана царевича Вахушта (1735 г.). — Тифлис: Тип. А. А. Михельсона, 1880 — 48 с., 1 л. план.
- Сборник сведений о Кавказе: Т. 6. Тифлис по однодневной переписи 25-го марта 1876 года/ Сост. и ред. Д. А. Кобяковым. — Тифлис: Тип. А. А. Михельсона, 1880. — 319 с., 222 с., 17 л. илл.
- [Кобяков Д. А.] Памяти Адольфа Петровича Берже: 28 июля 1828 — 31 янв. 1886. — Тифлис: Типография Канцелярии главноначальствующего гражданской частию на Кавказе, 1886. — 11 с., 2 л. портр.
- [Кобяков Д. А.] Театр в Тифлисе с 1845—1856 год. — Тифлис: Типография Канцелярии главноначальствующего гражданской частию на Кавказе, 1888. — 214 с. (Перепеч. из 11 тома «Актов Кавказской археографической комиссии»).